# Accusation infondée d'abus sexuel sur mineur en France
Pour un article plus général, voir Dénonciation calomnieuse.
 (mai 2021).
 (juillet 2022).
Une accusation infondée d'abus sexuel sur mineur est un acte consistant à informer les services sociaux, policiers ou judiciaires, par un signalement ou une plainte, du fait d'un soupçon infondé, d'une manipulation ou d'une pure invention, qu'une personne majeure aurait commis l'un des délits ou crimes suivants : agression sexuelle, atteinte sexuelle, viol, viol aggravé, sur un mineur de quinze ans. Pour les désigner, on utilise aussi, à contresens, les expressions « fausses accusations » et « fausses allégations ». En France, sur le plan du droit pénal, elles peuvent relever du délit de « dénonciation calomnieuse » (article 226-10 du Code pénal), qui a évolué en 2010 pour éviter une application automatique en cas de non-lieu.
En l'absence de données statistiques, l'importance du phénomène ne peut pas être établie, mais sur la base de recherches approfondies sur deux départements (TGI de Nanterre et Évreux en 1997), le phénomène serait marginal.
Certaines « accusations infondées » (ou « allégations infondées ») reposent sur une croyance sincère mais erronée, d'autres, dites « accusations mensongères » (ou « allégations mensongères »), relèvent d'un mensonge conscient et organisé. De telles accusations peuvent ne pas être reconnues comme établies par la justice, en l'absence de preuves suffisantes, au bénéfice du doute, dans les cas très fréquents où il s'agit d'accusations « parole contre parole », sachant que ce type d'affaire expose au risque d'erreur judiciaire dans les deux sens, qu'il s'agisse d'accusation diffamatoire ou de déni de justice. 
Les accusations infondées portées par un mineur contre un adulte répondent à plusieurs cas de figure : elles peuvent viser son père ou sa mère, un de ses enseignants mais aussi un voisin ou une autre personne proche.
Les accusations infondées sont au croisement de causes sociales et de causes individuelles : un climat passionnel entretenu par des médias ou des associations de défense des droits de l'enfant, synthétisé dans le concept de panique morale, l'impréparation des acteurs sociaux, l'insuffisance de la dissuasion vis-à-vis de ceux qui profèrent des dénonciations calomnieuses, le fait que l'enfant ne dit pas toujours la vérité, le désir de vengeance ou d'attirer l'attention chez l'accusateur, le syndrome des faux souvenirs.

## Contexte judiciaire
Dans les années 1980 et suivantes, ont été judiciarisés ou précisés les délits et crimes sexuels précités, qui jusque-là étaient restés dans le cadre de définitions incertaines, ou ignorés. Ils englobent les actes dits de pédophilie, bien que ce terme ne soit pas utilisé. En France, depuis 2010, ces crimes et délits sont considérés comme étant des « actes incestueux » lorsque commis au sein de la famille, selon la loi no 2010-121 du 8 février 2010 « tendant à inscrire l'inceste commis sur les mineurs dans le code pénal et à améliorer la détection et la prise en charge des victimes d'actes incestueux ».
Ces nouvelles dispositions ont permis de sanctionner des actes qui auparavant ne l'étaient pas, ou peu, et d'apporter aux victimes le soutien de la société. Les grandes affaires mettant en cause des abuseurs, comme l'affaire Dutroux en Belgique, ont été largement médiatisées et ont fait connaître au grand public tant l'ampleur de ces délits que la détermination de la société à les sanctionner.

## Évaluation du nombre d'accusations d'abus sexuels
Dans les années 1990 et 2000, il a été fait état par diverses associations, dont par les pères divorcés privés de garde de leurs enfants d'une montée du phénomène.  Il n'existe pas de statistiques nationales d'ensemble permettant d'en mesurer la portée avec certitude. Toutefois, une étude menée sur les TGI d'Évreux et de Nanterre a montré que les accusations d'abus sexuels sur mineurs dans les cas de divorce ou de révision du droit de garde portaient sur un nombre très limité de cas, environ 7 pour 1 000. Sur Paris en 1999, 23 cas sont arrivés au Tribunal de grande instance pour y être jugés, soit 23 cas sur 6 000 demandes de divorce et 3 000 contentieux hors ou post divorce. Les chiffres rendent très improbable selon lui une augmentation du nombre de cas.
Selon le psychologue dirigeant cette étude et intervenant lui-même en tant qu'expert, l'existence d'abus est rarement prouvée par les expertises : les seuls cas prouvés dont il fait état sont ceux résultant d'expertises gynécologiques. Il existe par contre certains cas évidents où les accusations sont fantaisistes et dénuées de tout fondement.
Il relève qu'il n'y a aucun systématisme des juges aux affaires familiales sur les réponses aux accusations d'abus sexuels, certains préférant attendre le résultat du procès au pénal avant de suspendre même à titre provisoire l'autorité parentale, d'autres, la majorité, la suspendant ou l'aménageant de façon temporaire. Une très large majorité accorde de l'importance au maintien des liens entre la victime potentielle et le parent accusé, le plus souvent le père. Il regrette toutefois que dans certains cas de non-lieu, faute de preuve, les éléments techniques ou non du dossier à l'origine de la plainte soient utilisés dans  débat civil sur la reprise des relations parents-enfant.

## Quantification du phénomène d'accusations infondées
Le ministère de l'Éducation nationale n'a procédé à aucune évaluation. Des enquêtes (Signa de 2001 à 2006, Sivis depuis 2007) mesurent chaque année l'évolution des faits de violence grave dans les établissements de tous niveaux. Toutefois, dans leur nomenclature, aucune des catégories retenues (26 pour Signa, 15 pour Sivis) n'inclut les dénonciations calomnieuses.
Une mutuelle à laquelle adhèrent la plupart des enseignants, la Fédération des Autonomes de solidarité, qui a été saisie, chaque année à partir de 1996 par une centaine d'enseignants mis en cause, a procédé à un décompte : 73 % d'entre eux ont été innocentés.

## Cas de figure

### Accusation infondée portée par un mineur

#### Contre l'un de ses parents
La motivation peut être l'envie d'attirer l'attention sur soi-même, comme dans l'affaire Virginie Madeira : en 2006, cette jeune fille a révélé qu'elle avait mensongèrement accusé son père de viol, et contribué à sa condamnation. Timide, effacée, elle avait été interpellée par un feuilleton télévisé racontant l'histoire d'une jeune fille de son âge qui, en accusant son père, était devenue l'objet de toutes les attentions. Elle raconte aussi comment l'attitude insistante de l'ensemble des acteurs sociaux ayant recueilli sa parole l'avait empêchée de revenir sur cette accusation.

#### Contre un enseignant
En France, alors que selon le journal Libération et un rapport de l'Inspection générale de l'administration de l'Éducation nationale et de la recherche, elle étouffait jusque-là les actes de pédophilie commis en son sein, l'Éducation nationale a radicalement changé de stratégie à partir de 1996, dans le contexte de l'affaire Dutroux. 
Le 4 septembre 1996, le Premier ministre Alain Juppé déclare : « Il faut parfois mettre entre parenthèses les droits de l'homme pour protéger ceux de l'enfant ». 
Le 14 mai 1997, dans une note intitulée « Pédophilie : un autre instituteur mis en examen », le quotidien L'Humanité fait état d'une déclaration du ministre de l'Éducation nationale, François Bayrou, insistant sur la nécessité de « saisir la justice » en cas de soupçons envers un enseignant. 
Le 26 août 1997, Ségolène Royal, nouvelle ministre déléguée chargée de l'enseignement scolaire, publie une circulaire qui rappelle l'arsenal législatif relatif aux violences sexuelles et à la protection de l'enfant, dont les dispositions de l'article 40 du Code de procédure pénale faisant obligation aux personnels de l'éducation nationale, « d'aviser immédiatement et directement le Procureur de la République » dès qu'un élève leur a confié « des faits dont il affirme avoir été victime », sous peine « d'être poursuivis pour non-empêchement de crime ».

Diffusée et relayée à grande échelle, cette circulaire est ressentie comme un appel à la délation, et conduit à de nombreux signalements excessifs.
Au moment de la publication de la circulaire, alors qu'il était reçu par le juge Jean-Michel Hayat, conseiller technique au cabinet de Ségolène Royal de 1997 à 1999, le SNEP (Syndicat des enseignants d'EPS) s'était entendu dire que « les ministres (Claude Allègre et Ségolène Royal) estiment que, si un enfant est préservé au prix de neuf enseignants accusés à tort, l'objectif était rempli ».
Dans le journal Libération du 23 décembre 2005, Daniel Schneiderman écrit : « Il ne se trouve étrangement personne pour rappeler que Ségolène Royal participa à l'emballement post-Dutroux sur la pédophilie, qui conduisit à voir un pédophile en puissance derrière chaque enseignant ou chaque curé, et dont découle le fiasco d'Outreau ». À propos des accusés d'Outreau, elle avait dit selon Jean-Luc Mélenchon (sur RTL le 25 octobre 2006) : « Il faut les mettre en prison, et vite ».
À partir de 1998, les accusations visant des enseignants, fondées ou non, se multiplient. Les accusations mensongères sont le fait d'élèves désirant se venger d'une sanction ou de l'institution scolaire en général, parfois d'élèves manipulés par un adulte désirant se venger d'un autre adulte. Elles touchent tous les types de personnels, en proximité corporelle avec les élèves. À tel point qu'en mai 1998 des enseignants injustement mis en cause se regroupent dans une association, le Collectif JAMAC (acronyme formé de l'addition des initiales du nom de cinq d'entre eux).
L'administration scolaire, en suspendant a priori des enseignants accusés et en leur refusant la protection juridique prévue par sa propre règlementation lorsqu'ils sont attaqués dans l'exercice de leurs fonctions (article 11 du statut général de la fonction publique), a implicitement pris parti contre eux.
Des enseignants injustement accusés et condamnés n'ont obtenu justice qu'au bout de plusieurs années, atteints de dépression, contraints d'abandonner leur métier ou du moins de changer de région voire de pays pour échapper à la rumeur. C'est le constat fait par le directeur de l'Institut Marcel Rivière, hôpital psychiatrique tenu par la MGEN, qui soigne des instituteurs et des professeurs venus de toute la France.
Dans le cas d'Alain Hodique, c'est le conjoint même d'une directrice d'école maternelle qui a été accusé en 2001 de pédophilie et incarcéré 380 jours durant malgré l'absence de preuves et ses dénégations tandis que son épouse était suspendue avec un demi-traitement. Jack Lang, le ministre de l'époque faisant fi de la présomption d'innocence, avait adressé aux parents d'élèves un courrier évoquant les « actes scandaleux et odieux » commis par Alain Hodique. Ce n'est qu'en mars 2007 que ce « long cauchemar » prit fin lorsque le non-lieu prononcé dans l'affaire fut confirmé devant la Cour de Cassation.
Certains enfin se sont suicidés, comme Bernard Hanse, enseignant d'EPS à Montmirail, qui se tire une balle dans la tête dans sa voiture, et Paul Jacquin, instituteur alsacien, qui se jette de la fenêtre de son appartement de fonction au moment de son interpellation. Dans son livre L'école du soupçon et son documentaire au titre identique, l'écrivaine-réalisatrice Marie-Monique Robin a étudié de près le mécanisme de ces affaires et donné des exemples correspondant à tous les cas de figure.
Les Autonomes de solidarité laïque prennent en charge la protection des personnels de l’enseignement public et privé laïque (enseignants, et non enseignants) contre les risques inhérents à leur métier, dont les dénonciations calomnieuses.
Le thème des accusations infondées contre les enseignants a été abordé au cinéma, en 1967, par le film d'André Cayatte, Les Risques du métier. Jacques Brel y interprète le rôle d'un instituteur mensongèrement accusé par une élève, dont la motivation était une frustration d'ordre sentimental.

#### Contre un adulte autre que parent ou enseignant

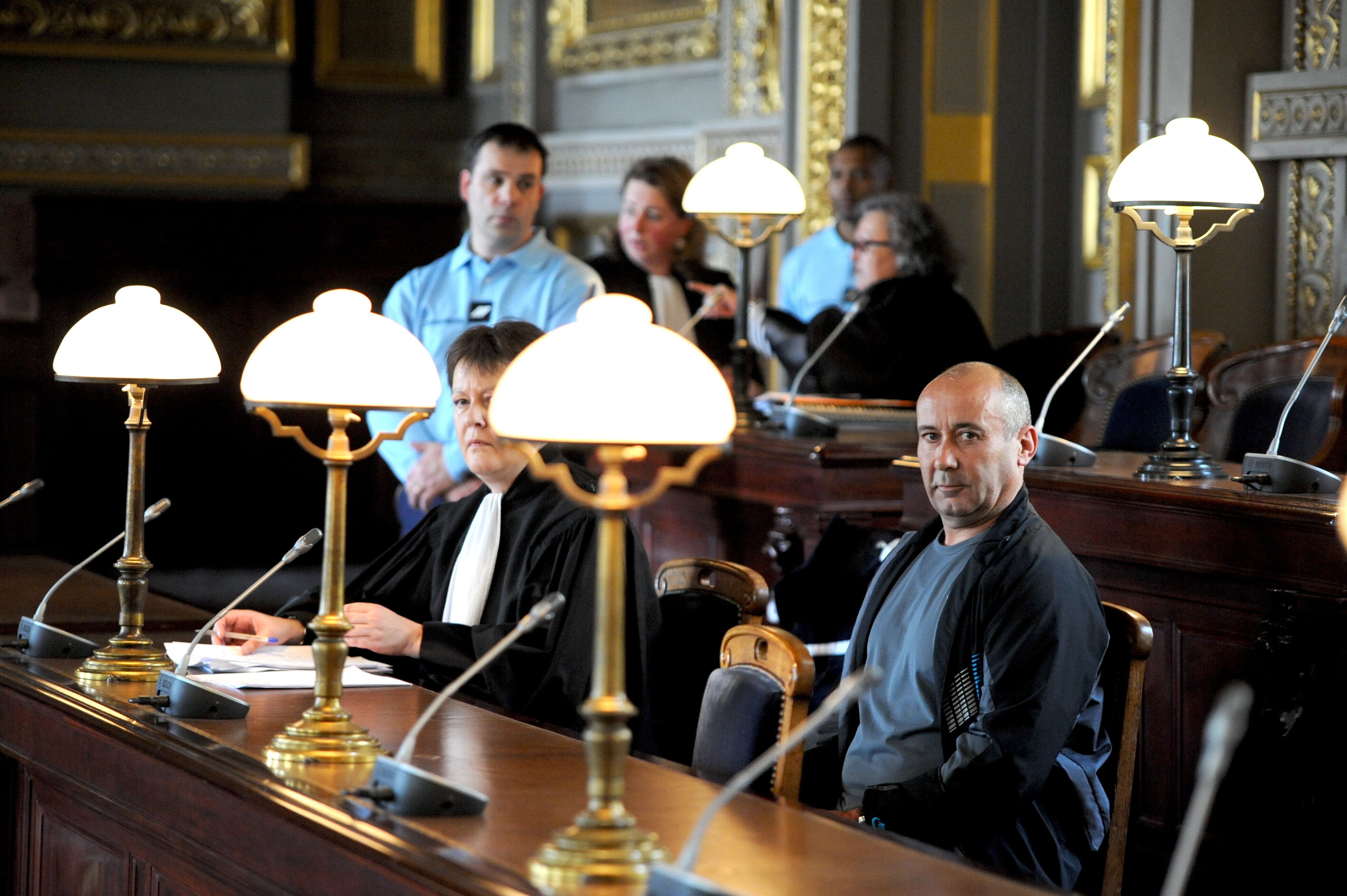
Loïc Sécher, le 30 mars 2010 devant la cour de révision, juste avant le début de l'audience.

Un exemple en est fourni par l'accusation de viol lancée en 2000 contre un ouvrier agricole, Loïc Sécher, par Émilie, adolescente de 13 ans de La Chapelle-Saint-Sauveur. En 2008, elle se rétracte, reconnaissant qu'elle a tout inventé. Elle aurait ciblé l'ouvrier agricole sur la suggestion de son père, d'une part parce qu'elle le connaissait en tant que voisin, d'autre part parce qu'il était célibataire, ce qui confortait son profil de victime. Mais Émilie, qui avait déjà accusé injustement d'autres hommes, pourrait, selon certains observateurs de l'affaire, être motivée par le déni d'un abus véritable que lui aurait fait subir un proche. Condamné à 16 ans de prison, libéré en 2010, sa condamnation ayant été annulée par la cour de révision, Loïc Sécher est définitivement acquitté le 25 juin 2011. Le 25 septembre 2012, la cour d'appel de Rennes décide de lui octroyer la somme de 800 000 € comme indemnisation pour le préjudice moral et matériel subi,.

#### Contre un autre mineur
Farid El Haïry, accusé de viol en 1998 par une lycéenne qui a retiré son témoignage en 2017, est totalement innocenté en 2022.

### Accusation infondée portée par un adulte

#### Dans un contexte de divorce
Le divorce a entre autres pour enjeu l'attribution de la résidence des enfants, soit pour moitié à chacun des parents, soit pour l'essentiel à l'un d'eux. Selon les thèses développées par le psychiatre américain Richard Gardner en 1980 sur le syndrome d'aliénation parentale, et par ses successeurs à partir des années 1990, l'augmentation du nombre de divorces impliquerait une augmentation du nombre d'accusations infondées d'abus sexuels, très majoritairement de la part des mères à l'encontre des pères. Cette idée a commencé à se répandre en France à la fin des années 1990. Toutefois, aucune des études menées en France ou à l'étranger n'ont permis de valider cette hypothèse,. En 2020, le syndrome d'aliénation parentale introduit l'année précédente dans l'index de la classification internationale des maladies — mais pas dans la classification elle-même —en est retiré en raison de son manque d'assise et des effets pervers de son utilisation, et le Conseil de l'Europe demande aux juges, avocats, travailleurs sociaux de ne plus faire référence dans le cadre de leurs activités professionnelles à cette pseudo-théorie. 

#### Dans d'autres contextes
En France, le cas plus connu est l'affaire d'Outreau, survenue en 2004. La principale accusée, Myriam Badaoui, ayant reconnu s'être livrée à des actes incestueux sur ses propres enfants, a ensuite accusé de nombreux adultes avant de se rétracter ; selon des observateurs comme la journaliste Florence Aubenas dans son livre La Méprise (éditions du Seuil, 2005), ces accusations avaient sans doute pour but de diluer ses responsabilités, mais surtout de se conforter dans le rôle, flatteur pour elle, d'informatrice essentielle, que lui accordait le juge Burgaud, chargé de l'instruction. Il est cependant à noter que dans cette affaire, douze enfants ont bien été reconnus victimes de viols, d'agressions sexuelles, de corruption de mineurs et de proxénétisme par la justice, malgré l'acquittement  de la plupart des accusés[réf. nécessaire].